# Addison Timlin
Addison Timlin, właśc. Addison Jayne Timlin White (ur. 29 czerwca 1991 w Filadelfii) – amerykańska aktorka, która wystąpiła m.in. w filmie Miasteczko, które bało się zmierzchu i serialu Californication.

## Filmografia

### Filmy
| Rok  | Tytuł                                | Rola             | Uwagi       |
| ---- | ------------------------------------ | ---------------- | ----------- |
| 2005 | Wykolejony                           | Amy Schine       |             |
| 2006 | The Isabel Fish                      | Maddy            | krótkometr. |
| 2008 | Man                                  | Allison          | krótkometr. |
| 2008 | Afterschool                          | Amy              |             |
| 2012 | Twardziele                           | Alex             |             |
| 2012 | Drużba nie żyje                      | Ramsey Anderson  |             |
| 2013 | Miłosna huśtawka                     | Haley            |             |
| 2013 | Odd Thomas: Pogromca zła             | Stormy Llewellyn |             |
| 2014 | Ten niezręczny moment                | Alana            |             |
| 2014 | Miasteczko, które bało się zmierzchu | Jami Lerner      |             |
| 2015 | Craggio                              | Sarah            | krótkometr. |
| 2016 | Little Sister                        | Colleen Lunsford |             |
| 2016 | Upadli                               | Lucinda Price    |             |
| 2016 | Chronically Metropolitan             | Layla            |             |
| 2016 | Long Nights Short Mornings           | Rapunzel         |             |
| 2016 | Girl in the Box                      | Colleen Stan     |             |
| 2017 | Submission                           | Angela Argo      |             |
| 2017 | Like Me                              | Kiya             |             |
| 2019 | When I'm a Moth                      | Hillary Rodham   |             |
| 2019 | Life Like                            | Sophie           |             |
| 2019 | All Roads to Pearla                  | Pearla           |             |
| 2019 | Feast of the Seven Fishes            | Katie            |             |
| 2019 | Zdemoralizowani                      | Shelley          |             |

### Telewizja
| Rok     | Tytuł                         | Rola                | Uwagi                    |
| ------- | ----------------------------- | ------------------- | ------------------------ |
| 2006    | 1300 gramów                   | Charlotte Hanson    | 3 odc.                   |
| 2008    | Kaszmirowa mafia              | Emily Draper        | 5 odc.                   |
| 2009    | Prawo i porządek              | Hayley Kozlow       | 1 odc.                   |
| 2010    | Day One                       | Hunter Christiansen | pilot serialu            |
| 2011    | Californication               | Sasha Bingham       | 6 odc.                   |
| 2011    | Prawo i porządek: Los Angeles | Erin Gradin         | 1 odc.                   |
| 2013    | Zero Hour                     | Rachel Lewis        | w gł. obsadzie (13 odc.) |
| 2017-18 | StartUp                       | Mara Chandler       | w gł. obsadzie           |
| 2022    | American Horror Stories       | Delilah             | odc. Milkmaids           |